# Przybysz (Jamy)
Przybysz – osada wsi Jamy w Polsce, położona w województwie podkarpackim, w powiecie mieleckim, w gminie Wadowice Górne.
W latach 1975–1998 osada należała administracyjnie do województwa tarnowskiego.